# David Soria Solís
David Soria Solís (Madrid, 4 de abril de 1993) é um futebolista espanhol que atua como goleiro. Atualmente, defende o Getafe.

## Carreira
David Soria Solís começou a carreira no Sevilla.

## Títulos
Sevilla
- Liga Europa da UEFA: 2014–15, 2015–16
- Supercopa Euroamericana: 2016